# Tom & Jerry a New York
Tom & Jerry a New York (Tom and Jerry in New York) è una serie televisiva animata prodotta da Warner Bros. Animation e basata sui personaggi di Tom e Jerry, nonché sulla serie di cortometraggi animati creata da William Hanna e Joseph Barbera. La serie è uno spin-off di The Tom and Jerry Show ed è il seguito del film Tom & Jerry del 2021. Viene pubblicata negli Stati Uniti su HBO Max dal 1 luglio al 18 novembre 2021. In Italia viene mandata in onda su Boomerang +1 dal 1 ottobre 2021 al 7 febbraio 2022, all'interno del pop-up Tom & Jerry Channel e successivamente viene trasmessa su Boomerang dall'11 ottobre. La seconda stagione viene trasmessa sul medesimo canale dal 31 gennaio 2022. La serie è stata poi trasmessa in chiaro su Cartoonito dal 5 giugno 2022.

## Trama
Ambientata dopo gli eventi del film, la serie segue le nuove avventure di Tom e Jerry al Royal Gate Hotel e in generale nella città di New York. Ogni episodio dura solitamente 21 minuti: il primo, il secondo e il quarto segmento durano 5 minuti e il terzo segmento dura 2 minuti.

## Personaggi e doppiatori
| Personaggio            | Doppiatore originale | Doppiatore italiano |
| ---------------------- | -------------------- | ------------------- |
| Butch                  | Joey D'Auria         | Vladimiro Conti     |
| Spike                  | Rick Zieff           | Pierluigi Astore    |
| Quacker                | Sam Kwasman          | Marco Mete          |
| Portiere d'albergo     |                      | Ambrogio Colombo    |
| Concierge              |                      | Ambrogio Colombo    |
| Ispettore della Sanità |                      | Raffaele Palmieri   |
| Molly                  |                      | Sofia De Pietro     |
| Criceto                |                      | Simone Veltroni     |

## Episodi
Stagione 1 (2021)
| nº | Titolo originale           | Titolo italiano            | Prima visione USA | Prima visione Italia |
| -- | -------------------------- | -------------------------- | ----------------- | -------------------- |
| 1  | Put a Ring On It           | Duello per l'anello        | 1º luglio 2021    | 1º ottobre 2021      |
| 1  | Come Fly with Me           | L'amico pennuto            | 1º luglio 2021    | 1º ottobre 2021      |
| 1  | Bubble Gum Crisis          | Le palline gommose         | 1º luglio 2021    | 1º ottobre 2021      |
| 1  | Mousequerade               | Il topo-panda              | 1º luglio 2021    | 1º ottobre 2021      |
| 2  | Museum Peace               | L'elefante sonnambulo      | 1º luglio 2021    | 2 ottobre 2021       |
| 2  | Here Kite-y Kite-y         | L'aquilone di Tom          | 1º luglio 2021    | 2 ottobre 2021       |
| 2  | Street Wise Guys           | Per le strade della citta' | 1º luglio 2021    | 2 ottobre 2021       |
| 2  | Chameleon Story            | Leon il camaleonte         | 1º luglio 2021    | 2 ottobre 2021       |
| 3  | Telepathic Tabby           | Butch l'indovino           | 1º luglio 2021    | 3 ottobre 2021       |
| 3  | Shoe-In                    | Il calzolaio               | 1º luglio 2021    | 3 ottobre 2021       |
| 3  | It's a Gift                | Articoli da regalo         | 1º luglio 2021    | 3 ottobre 2021       |
| 3  | Stormin' the Doorman       | Il malinteso               | 1º luglio 2021    | 3 ottobre 2021       |
| 4  | The Great Doughnut Robbery | Per un pugno di ciambelle  | 1º luglio 2021    | 4 ottobre 2021       |
| 4  | Torpedon't                 | Il sottomarino             | 1º luglio 2021    | 4 ottobre 2021       |
| 4  | Billboard Jumble           | Manifesto d'amore          | 1º luglio 2021    | 4 ottobre 2021       |
| 4  | Horticulture Clash         | Il finto malato            | 1º luglio 2021    | 4 ottobre 2021       |
| 5  | Room Service Robots        | Guerra robotica            | 1º luglio 2021    | 5 ottobre 2021       |
| 5  | Coney Island Adventure     | Una notte paurosa          | 1º luglio 2021    | 5 ottobre 2021       |
| 5  | Scents and Sensibility     | Il gatto profumato         | 1º luglio 2021    | 5 ottobre 2021       |
| 5  | Wrecking Ball              | Zona di demolizione        | 1º luglio 2021    | 5 ottobre 2021       |
| 6  | Cat Hair                   | Questione di peli          | 1º luglio 2021    | 6 ottobre 2021       |
| 6  | Shhh!                      | Il bibliotecario           | 1º luglio 2021    | 6 ottobre 2021       |
| 6  | Torched Song               | Canzone d'amore            | 1º luglio 2021    | 6 ottobre 2021       |
| 6  | Quacker's Lucky Penny      | Il penny sfortunato        | 1º luglio 2021    | 6 ottobre 2021       |
| 7  | Ready Teddy                | L'orsacchiotto di Spike    | 1º luglio 2021    | 7 ottobre 2021       |
| 7  | Swiss Cuckoo               | Aria di montagna           | 1º luglio 2021    | 7 ottobre 2021       |
| 7  | Dream Team                 | La squadra dei sogni       | 1º luglio 2021    | 7 ottobre 2021       |
| 7  | Private Tom                | Lo zio sergente            | 1º luglio 2021    | 7 ottobre 2021       |

Stagione 2 (2021)
| nº | Titolo originale              | Titolo italiano           | Prima visione USA | Prima visione Italia |
| -- | ----------------------------- | ------------------------- | ----------------- | -------------------- |
| 1  | Top of the Heap               | Il re dell'immondizia     | 18 novembre 2021  | 31 gennaio 2022      |
| 1  | Stunt Double Trouble          | Doppio Tom                | 18 novembre 2021  | 31 gennaio 2022      |
| 1  | Surfer Supreme                | Super surfer              | 18 novembre 2021  | 31 gennaio 2022      |
| 1  | Kabuki Cat                    | Sfida in Giappone         | 18 novembre 2021  | 31 gennaio 2022      |
| 2  | Too Much Monkey Business      | La Rock Star              | 18 novembre 2021  | 1º febbraio 2022     |
| 2  | Doggie Championship           | Il cane Tom               | 18 novembre 2021  | 1º febbraio 2022     |
| 2  | Snow Day                      | Viva la neve              | 18 novembre 2021  | 1º febbraio 2022     |
| 2  | Toots the Terrible            | Toots la terribile        | 18 novembre 2021  | 1º febbraio 2022     |
| 3  | The Spa's the Limit           | Un giorno alla SPA        | 18 novembre 2021  | 2 febbraio 2022      |
| 3  | The Hair Dignitary            | Monty, la star            | 18 novembre 2021  | 2 febbraio 2022      |
| 3  | Year of the Mouse             | L'anno del topo           | 18 novembre 2021  | 2 febbraio 2022      |
| 3  | Relativity                    | I tre nipotini            | 18 novembre 2021  | 2 febbraio 2022      |
| 4  | Cat and Mouse Burglars        | Riva la ladra             | 18 novembre 2021  | 3 febbraio 2022      |
| 4  | Caterpillar and Mouse         | L'amico bruco             | 18 novembre 2021  | 3 febbraio 2022      |
| 4  | The Pied Piper of Harlem      | Piccola gatta grande voce | 18 novembre 2021  | 3 febbraio 2022      |
| 4  | Lazy Jerry                    | Il topo telecomandato     | 18 novembre 2021  | 3 febbraio 2022      |
| 5  | To Your Health                | L'ispettore               | 18 novembre 2021  | 4 febbraio 2022      |
| 5  | Golf Brawl                    | In buca                   | 18 novembre 2021  | 4 febbraio 2022      |
| 5  | Tom's Swan Song               | A pesca di formaggio      | 18 novembre 2021  | 4 febbraio 2022      |
| 5  | King Spike the First and Last | Re Spike                  | 18 novembre 2021  | 4 febbraio 2022      |
| 6  | Planet of Mice                | Il mondo dei topi         | 18 novembre 2021  | 7 febbraio 2022      |
| 6  | Ball of Fun                   | Il criceto                | 18 novembre 2021  | 7 febbraio 2022      |
| 6  | Big Apple                     | La Grande Mela            | 18 novembre 2021  | 7 febbraio 2022      |
| 6  | Flamingo A-Go-Go              | I tre fenicotteri         | 18 novembre 2021  | 7 febbraio 2022      |